# Bryhnia trichomitria
Bryhnia trichomitria là một loài rêu trong họ Brachytheciaceae. Loài này được Dixon & Thér. mô tả khoa học đầu tiên năm 1932.